# Divisópolis
Divisópolis is een gemeente in de Braziliaanse deelstaat Minas Gerais. De gemeente telt 8.463 inwoners (schatting 2009).

## Aangrenzende gemeenten
De gemeente grenst aan Mata Verde, Pedra Azul en Encruzilhada (BA).

## Geografie
Divisópolis ligt op de deelstaatsgrens tussen Minas Gerais en Bahia, 26 km ten zuiden van het stadje Encruzilhada. Er zijn maar beperkte wegverbindingen waardoor de streek arm en geïsoleerd is.
Zij ligt in een bergachtig gebied op een hoogte van 910 meter.

## Geschiedenis
De geschiedenis van de gemeente begon met de komst in 1936 van 2 belastingontvangers in deze streken 'Gerais' genaamd. De regio was gekend onder de naam Boca da Mata en omdat men nogal twijfels had over de toekomst van het pas gestichte stadje noemde men het Só se vendo (we zullen zien), later aangepast tot Sósseveno in 1953. Daarbij werd het een deel werd van de gemeente Almenara, waarvan het in 1992 weer werd afgesplitst.

## Economie
De belangrijkste economische activiteiten zijn veeteelt, en de teelt van koffie, suikerriet en maïs. Koffie neemt daarbij het grootste areaal in. (2650 ha in 2006)
In 2007 werd een bankagentschap geopend, toen waren er 79 auto's geregistreerd.